# Pol Deman
Polydor (Pol)  Deman, né le 25 avril 1889 à Rekkem et mort le 31 juillet 1961 à Outrijve, est un coureur cycliste belge. Il s'est distingué en remportant plusieurs grandes classiques, comme Paris-Roubaix en 1920, le Tour des Flandres en 1913, Bordeaux-Paris en 1914 ou encore Paris-Tours en 1923. Il a également participé au Tour de France à quatre reprises, obtenant son meilleur résultat en 1911 en prenant la 13e place du classement général.

## Biographie
Il remporte en 1913 le premier Tour des Flandres. Il s'impose au sprint au sein d'un groupe de cinq hommes, après plus de 12 heures de course. Deman remporte l'année suivante Bordeaux-Paris, une autre grande course, mais sa carrière faillit prendre fin avec la Première Guerre mondiale. Il devient espion et rejoint l'effort de guerre souterrain en Belgique. Il fait passer en vélo des messages codés aux alliés qui se trouvent aux Pays-Bas. Ces messages sont dissimulés dans sa dent en or. Après de nombreux voyages, il est arrêté par les Allemands, emprisonné à Louvain et détenu en vue de son exécution. L'armistice de 1918 lui sauve la vie. Il court à nouveau et remporte Paris-Roubaix en 1920 et Paris-Tours en 1923.

## Palmarès
- 1909
  - Harelbeke-Bruxelles
  - Bruxelles-Menin
  - Étoile Carolorégienne :
    - Classement général
    - 1re, 2e et 4e étapes

  - Tour de Belgique amateurs :
    - Classement général
    - 2e, 3e, 4e, 5e, 6e et 7e étapes

  - 2e du Tour du Hainaut
  - 3e de Liège-Bastogne-Liège
- 1910
  - Bruxelles-Liège
- 1912
  - 6e de Bordeaux-Paris
  - 10e de Paris-Roubaix
- 1913
  - Étoile Carolorégienne
  - Tour des Flandres
  - 2e du championnat de Belgique sur route
  - 2e du Tour du Hainaut
  - 3e de Paris-Menin
- 1914
  - Bordeaux-Paris
  - 3e du Tour de Belgique
- 1920
  - Paris-Roubaix
- 1921
  - 6e de Paris-Roubaix
- 1922
  - 4e de Paris-Roubaix
- 1923
  - Paris-Tours
- 1924
  - 4e du Tour des Flandres
  - 7e de Paris-Roubaix

## Résultats sur le Tour de France
4 participations 
- 1911 : 13e
- 1913 : 14e
- 1914 : abandon (9e étape)
- 1923 : abandon (6e étape)